# دونگی نرادوواتس
دونگی نرادوواتس (به صربی: Donji Neradovac) یک منطقهٔ مسکونی در صربستان است که در ناحیه پچینیا واقع شده‌است. دونگی نرادوواتس ۶۳۳ نفر جمعیت دارد.